# Paul Codos
Paul Codos, né à Iviers (Aisne) le 1er mai 1896 et mort à Paris le 30 janvier 1960, est un aviateur français. Il a volé aux côtés de Dieudonné Costes, Maurice Bellonte, Maurice Rossi, Henri Guillaumet, Henri-Laurent Daillière, et Marcel Reine.

## Biographie
Fils de Paul Charles Oscar Codos et de Marie Marthe Varlet, il épouse le 17 février 1931 Suzanne Marcelle Barrès (1907-1985) à Paris dont il divorce en 1940. Il épousa en secondes noces le 8 juin 1948 à Paris Marie Louise Joséphine Gaillard (1912-1994).

## Son palmarès aéronautique
Le 27 janvier 1926, Paul Codos et le mécanicien Louis Agnus réalisent le premier vol commercial nocturne sur la ligne Londres – Paris, avec un appareil d'Air Union : un biplan Farman « Goliath » à deux moteurs Salmson de 260 chevaux.
Le 17 décembre 1929,  Dieudonné Costes et Paul Codos signent le nouveau record du monde de distance en circuit fermé : 8 026,800 kilomètres couverts en 52 heures et 40 minutes de vol, avec le « Point d’interrogation », un Breguet 19 à moteur Hispano-Suiza de 600 chevaux.
Le 7 août 1933, il bat avec Maurice Rossi le record du monde de distance en ligne droite en se posant à Rayak au Liban après avoir parcouru, en 55 heures, 9 104 km sans escale à partir de New York.

## Raid de Paris à Santiago du Chili
Le 21 novembre 1937, il effectue, avec le second pilote, Marcel Reine, le radio, Léopold Gimié et le mécanicien, Edmond Vautier, « tous des chevronnés de l’Air », selon Codos, un raid aller-retour, Paris-Santiago du Chili. L'équipage parcourt plus de 25 000 km à bord d’un avion Farman F 223.1, immatriculé F-APUZ, et baptisé "Chef Pilote Laurent Guerrero", en souvenir de ce pilote de 35 ans, disparu au mois d'octobre précédent, dans la région d’Agadir, lors d’un convoyage de courrier vers Natal, aux commandes du Dewoitine D.333 "Antarès". Le vol aller, d'une distance de 13 789 km, fut réalisé en 58 heures et 42 minutes, en comptabilisant le temps aux escales de Natal, Buenos Aires et Mendoza.

## Seconde Guerre mondiale
Au début des hostilités, en automne 1939, avec le grade de capitaine, il effectue sous les ordres du commandant Henri-Laurent Daillière, de longues missions de reconnaissance au-dessus de l'Atlantique-Sud, dans le but d'essayer de localiser le croiseur cuirassé de poche de la Kriegsmarine l'Admiral Graf Spee, ce dernier menant des missions dans l'hémisphère sud afin de couler le maximum de navires de ravitaillement à destination de l'Europe. Son équipage, également composé de Henri Guillaumet, vole sur l'avion Farman F 2234 n°1 immatriculé F-AQJM et baptisé Camille Flammarion

## Disparition de Guillaumet et Reine
Le 26 novembre 1940, aux commandes de l'hydravion géant Latécoère 522 Ville de St Pierre, et avec Jean Dabry comme navigateur, il effectue un vol retour de Bizerte  à Marignane après un convoyage sur Madagascar. Dans le but d'éviter un engagement des Italiens, engagés dans une bataille aéronavale contre les Britanniques, dans les environs de Malte, l'équipage décide de largement contourner la zone sensible, en longeant la côté tunisienne vers l'Est avant de remonter plein Nord, et au ras des flots, au-dessus de la mer Méditerranée. En se déroutant de la sorte, l'équipage avait délibérément enfreint les consignes de la commission d'armistice italienne, imposant aux avions civils français un itinéraire très précis. Cela vaudra à Jean Dabry les remontrances du directeur du bureau d'Air France, quand il conseillera vivement, à ses amis Henri Guillaumet et Marcel Reine, décollant de Marignane pour un voyage inverse, à bord du Farman Le Verrier, d'en faire autant. Ces derniers obéiront finalement aux ordres, en utilisant la route longeant les côtes de la Sardaigne jusqu'à l'escale de Tunis. À 12 H 15, Paul Codos, toujours présent dans les bureaux d'Air France, prendra connaissance du terrible message, en morse, émis par l'équipage du Farman, « sommes mitraillés ! Avion en feu ! SOS ! SOU... » Dans ses mémoires, « Routes du ciel », Codos mentionne que c'est lui qui expliqua au chef d'escale la fatale explication du dernier « U », le radiotélégraphiste s'étant certainement écroulé sur son poste, effectuant un appui long sur la touche, (en signal morse, le « S » est signifié par trois points courts, et le « U » par deux points courts et un trait long). En revanche, au moment de la publication de son livre, 15 années après les faits, la lumière exacte du déroulement des faits n'étant pas encore connue, Codos explique que l'avion aura été malheureusement pris à partie dans un combat aérien et abattu par erreur, soit par les Anglais ou les Italiens. On sait dorénavant que c'est un chasseur italien qui s'est offert une « proie facile », sur un appareil civil, lent et désarmé. De même, et très étrangement, Paul Codos ne revient pas sur l'injonction faite par le chef d'escale d'Air France, à Guillaumet, de suivre la route d'armistice, malgré les avertissements de Jean Dabry. Pourtant, l'incompétence et l'obéissance obstinée de ce fonctionnaire, qui envoya à la mort, un équipage de haute valeur, ainsi que le préfet Jean Chiappe, aurait mérité quelques lignes.

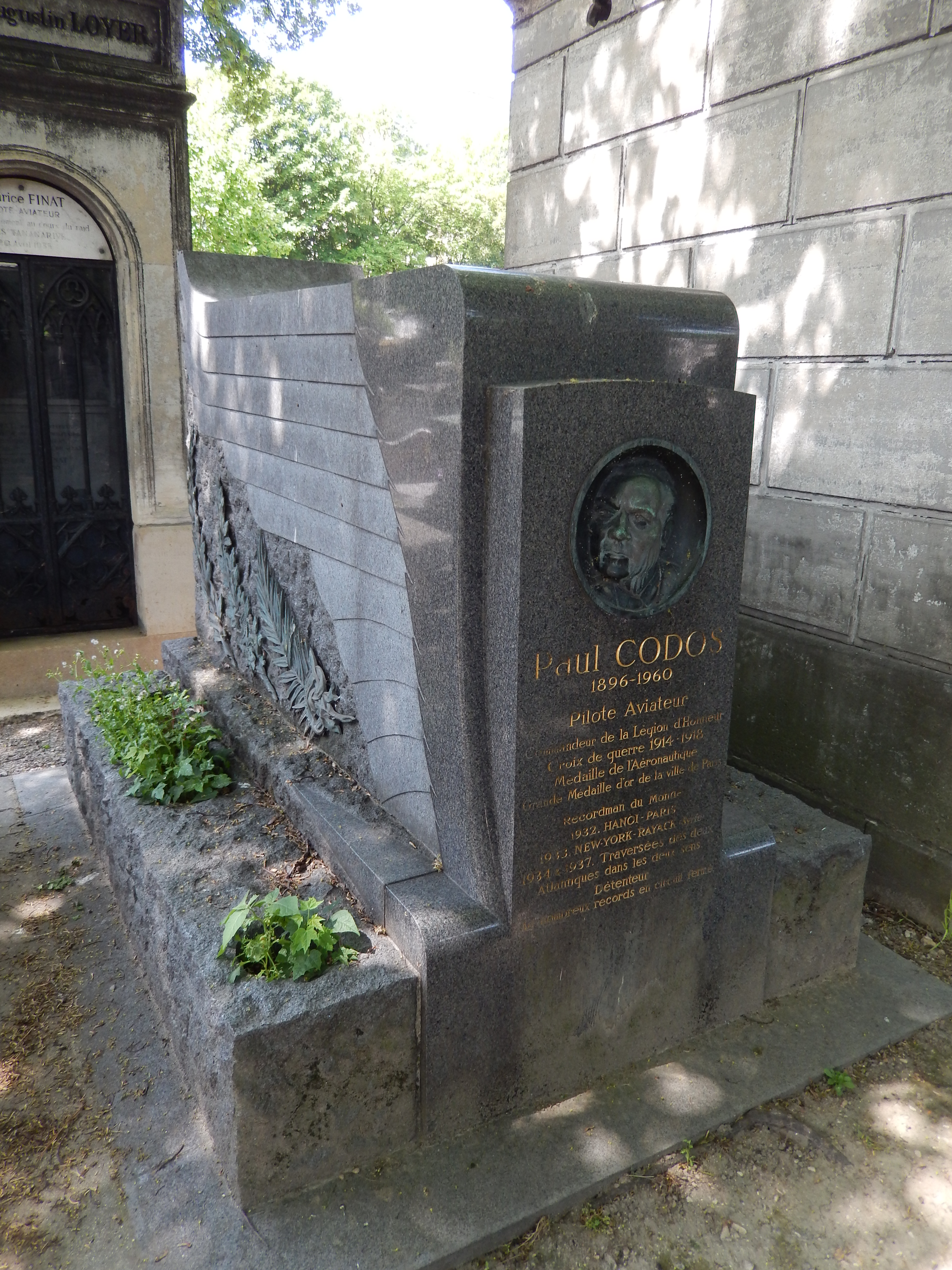
Tombe de Paul Codos (cimetière de Montmartre, division 30)

## Œuvres
- Routes de ciel de Paul Codos aux Éditions France-Empire, 1955.
- Ses carnets de vol, couvrant la période de 1921 à 1949, sont conservés aux Archives nationales[4].